# Révolte crétoise de 1897-1898
La révolte crétoise de 1897-1898 est une insurrection du peuple crétois contre l'occupation ottomane de l'île. Cette insurrection s'inscrit dans un mouvement plus large de volonté d'indépendance du peuple crétois vis-à-vis de l'Empire ottoman qui possède l'île depuis le milieu du XVIIe siècle. Ce conflit est marqué par la fin de l'occupation ottomane de l'île et par la fondation d'une Crète autonome sous l'autorité du prince Georges de Grèce.

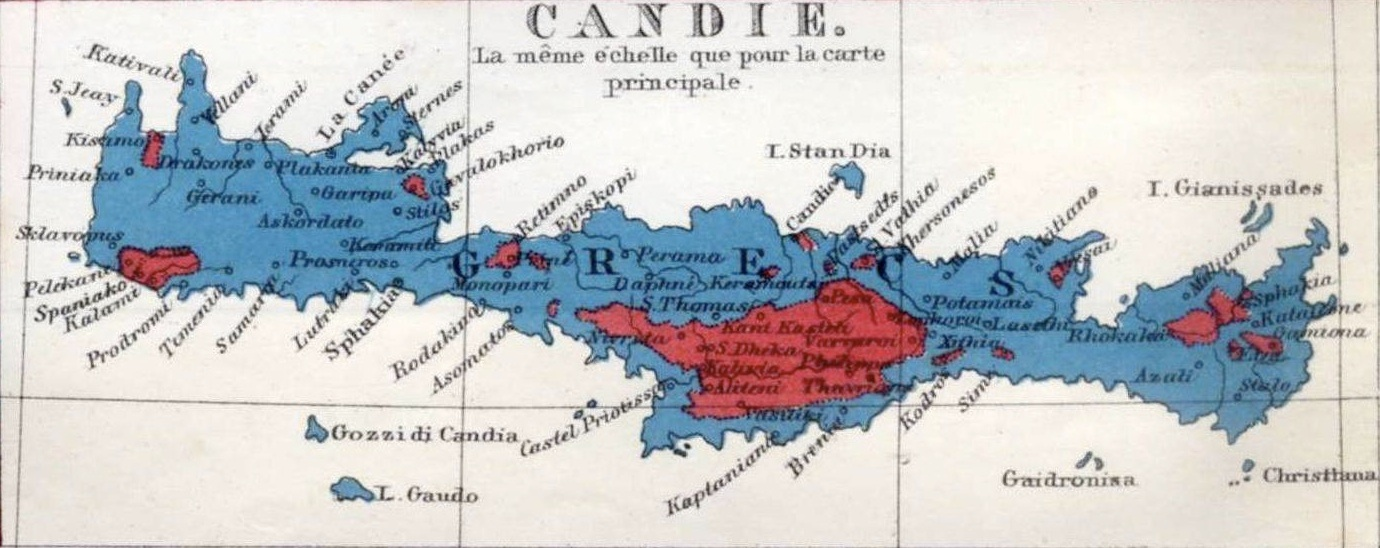
Carte de 1861 représentant la présence des Grecs et Turcs en Crète. Les seconds sont majoritaires dans la plaine de la Messará où se trouvent les meilleurs terres agricoles de l'île.

## Contexte
La conquête de la Crète par l'Empire ottoman s'achève en 1669 par la prise de Candie (actuelle Héraklion). La Crète devient alors une province ottomane.
Après l'indépendance de la Grèce en 1821, la Crète aspire à une union avec la Grèce et la population se révolte à plusieurs reprises contre l'occupant turc à la fin du XIXe siècle, notamment en 1866, 1878 et 1897. À la fin du XIXe siècle, les chrétiens représentent les quatre cinquièmes de la population de l'île. Ils espèrent ainsi attirer l'attention des grandes puissances européennes sur le sort de la Crète.

### Les dernières années d'occupation ottomane
En 1895, le massacre d'Arméniens en Anatolie choque l'opinion publique internationale et force les grandes puissances européennes à s'intéresser au sort de la Crète. Le 3 février 1895 (julien), le 15 février 1895 (grégorien), des représentants des diverses provinces crétoises (Apokoronas, Kydoniai, Sphakia, Rethymno et Aghios Vasileios) se réunissent à Klema, près de La Canée. Ils rédigent un mémorandum qu'il envoient à la Grèce et aux grandes puissances. Ils demandent la désignation d'un gouverneur chrétien pour l'île. Ils souhaitent aussi un contrôle du pouvoir ottoman par les grandes puissances. Ils veulent en fait placer l'île sous la protection de celles-ci. Sur l'île, pour montrer sa bonne volonté, la Porte remplace alors le gouverneur en place, par un chrétien, Alexandre Karatheodoris. Les Crétois d'origine grecque sont favorables à cette nomination, mais pas ceux d'origine turque et ces derniers s'organisent autour d'un groupe terroriste pan-crétois. Ils multiplient alors les massacres de chrétiens afin d'obliger Karatheodoris à démissionner. En réaction, des groupes chrétiens organisent une guérilla et lancent des représailles contre les musulmans. L'assemblée crétoise demande également le rétablissement des clauses du Pacte de Chalépa de 1878, favorables aux chrétiens. Alexandre Karatheodoris dissout l'assemblée le 18 juin 1895.

### La révolte crétoise de 1895
En réaction, une assemblée révolutionnaire se constitue sous l'impulsion du consul général de Grèce. Celle-ci se réunit à Krapi le 10 septembre. Elle demande la déclaration de la Crète en tant qu'entité autonome, payant un tribut annuel au sultan. Cette Crète autonome doit être dirigée par un gouverneur chrétien, nommé pour cinq ans, sans que le sultan puisse avoir le droit de le remplacer. Les droits accordés par le Pacte de Chalépa doivent être restaurés et certains améliorés. Ces conditions sont jugées inacceptables par Alexandre Karatheodoris, qui ordonne de faire arrêter les membres de l'assemblée de Krapi.

Le 27 novembre 1895 (julien), un premier affrontement sérieux a lieu à Vryses, près d'Apokoronas, entre des Crétois membres du « Comité de transition » et 3 000 hommes des troupes ottomanes commandées par Tayyar Pacha. La bataille dure toute la journée. Les Grecs obligent les Turcs à se replier après avoir perdu 200 hommes. Finalement, les forces turques ne parviennent pas à mettre la main sur les membres de l'assemblée.
Jugé inefficace, Alexandre Karatheodoris est remplacé, en mars 1896, par Turkhan Pacha. Celui-ci déclare l'amnistie générale, mais l'assemblée révolutionnaire rejette l'idée d'interrompre la révolte. L'optimisme des insurgés crétois prend une nouvelle ampleur avec la prise du fort turc de Vámos (4 au 18 mai 1896).
Quant aux actes de violence perpétrés par les Turcs, ils augmentent les tensions entre les deux communautés. Le 11 mai, des meurtres et des pillages sont perpétrés contre les chrétiens de La Canée, avant de toucher les campagnes alentour et, en particulier, les provinces de Kydonia et de Kissamos. le 26 juin, les moines du monastère d'Anopoli sont massacrés.
Ces événements amènent les grandes puissances à intervenir et à faire pression sur l'Empire ottoman pour qu'il accorde de nouvelles concessions. Au mois d'août, des volontaires grecs sont envoyés sur l'île par le gouvernement d'Athènes. Les consuls des grandes puissances proposent une nouvelle constitution aux représentants chrétiens. Cette constitution reprend les principales revendications de l'assemblée révolutionnaire de Krapi. Les principaux points de cette constitution sont : la nomination par le sultan, pour cinq ans, et sur accord des grandes puissances, d'un gouverneur chrétien ; le nombre d'emplois réservés aux chrétiens doit être le double de ceux réservés aux musulmans ; la gendarmerie crétoise doit être réorganisée et dirigée par des officiers européens ; l'île est garantie d'une pleine indépendance économique et judiciaire sous la protection des grandes puissances.
La révolte s'éteint en août 1896.

## Début de la révolte de 1897

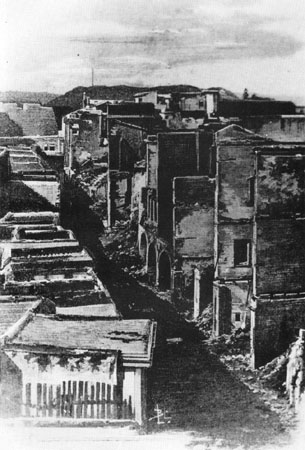
Vue de La Canée en 1897, après l'incendie de la ville par les Turcs

Si la tension s'apaise quelque temps, elle se ravive à mesure que l'Empire ottoman tarde à mettre en œuvre la constitution. Dès le mois de septembre 1896, un nouveau gouverneur est nommé, George Verovich Pacha, ancien gouverneur de l'île de Samos. Le procureur Kriaris est assassiné à La Canée et des menaces sont proférées contre la communauté chrétienne. À la mi-janvier 1897, les massacres reprennent, la résidence de l'évêque de La Canée est incendiée ainsi que les quartiers chrétiens. Elefthérios Venizélos, à propos de ces incendies, aurait dit : « J'ai vu La Canée en flammes. Elle a été mise à feu par les musulmans qui ainsi déclenchèrent la grande révolte ».

### Intervention grecque et internationale
Alors que les grandes puissances essaient d'empêcher l'aggravation des troubles sur l'île, le Premier ministre grec, Theódoros Deligiánnis, cède à la pression de l'opposition et de l'opinion publique en décidant d'intervenir en Crète. Il place le prince Georges de Grèce à la tête d'une flotte chargée d'empêcher les navires turcs de ravitailler l'île. Il place Timoléon Vassos à la tête d'une armée de 1 500 hommes chargés de prendre le contrôle de l'île. Cette armée débarque à Kolymvári le 1er février (julien) / 16 février (grégorien) 1897 et déclare aussitôt l'union de la Crète à la Grèce dans une atmosphère de liesse générale. Il établit ses quartiers généraux à Platania Alikianos. Le 19 février, un groupe de 600 hommes, composé de rebelles, de volontaires et de militaires grecs, prennent d'assaut et capturent la forteresse turque de Voukolies, à une dizaine de kilomètres de La Canée. À partir de cet événement, les amiraux européens refusent que soit acheminée de la nourriture à l'armée grecque tant que Vassos n'aura pas décrété de cessez-le-feu. La réponse de Timoléon Vassos est qu'il n'entrera pas dans les quatre villes où sont présentes les flottes européennes mais que son intention est d'occuper le reste de la Crète.
Depuis mai 1896, la France et le Royaume-Uni entretenaient une force navale dans les eaux crétoises pour protéger leurs intérêts. Au cours de l'année 1897, une force expéditionnaire internationale se constitue, rassemblant les escadres de ces deux puissances, de l'Autriche-Hongrie, de l'Allemagne, de la Russie et de l'Italie.

### Akrotiri
Alors que les Crétois prennent à nouveau les armes, Elefthérios Venizélos organise un camp dans la péninsule d'Akrotiri. C'est à proximité de La Canée que s'installe l'assemblée de Crète et le gouvernement provisoire qu'il établit. C'est également dans ce lieu proche de la baie de Souda qu'il peut entrer en pourparlers avec les amiraux des flottes européennes stationnées dans la baie. Les insurgés d'Akrotiri hissent rapidement le drapeau grec et proclament l'annexion de l'île par la Grèce. Ils reçoivent l'aide matérielle de la Grèce, qui leur fait parvenir, dans la nuit du 11 février 1897, 300 volontaires et 800 caisses de munitions. L'aide à peine cachée de la Grèce se fait de plus en plus évidente chaque jour. Navires de guerre ou transports de troupes et de munitions défient régulièrement la vigilance des flottes européennes. Le 12 février, le prince Georges de Grèce arrive à La Canée à la tête de toute une flottille. Dès le lendemain, les insurgés portent une attaque sur La Canée depuis les hauteurs d'Chalépa. L'amiral britannique Harris, suspectant les Grecs d'exciter les insurgés, oblige le prince Georges à repartir vers la Grèce dès le 13 février.

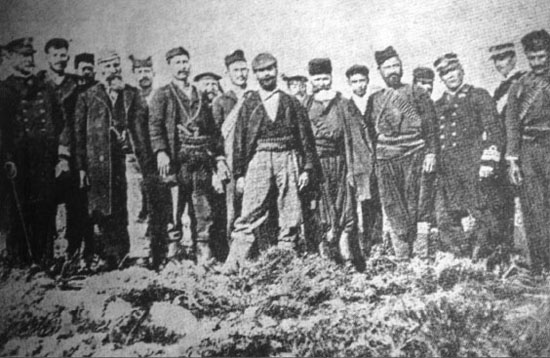
Elefthérios Venizélos entouré des représentants des grandes puissances.

Le 21 février, le camp d'Akrotiri est la cible des canons des flottes européennes. Leur cible exacte est la colline du Prophète Élie, emplacement du quartier général d'Elefthérios Venizélos. Les navires chargés du bombardement sont les croiseurs britanniques Revenge, Dryad et Harrier, le navire russe Alexandre II, l'allemand Kaiserin Augusta et l'autrichien Maria Theresa. Présents, les navires français et italiens ne participent pas à l'assaut car masqués par les précédents. Selon Kerofilas, le but de ce bombardement est d'abattre le drapeau grec flottant sur Akrotiri. Le matin du 21, les rebelles reçoivent un dernier ultimatum afin qu'ils enlèvent le drapeau. Venizélos en personne répond : « Vous avez des canons. Tirez ! Mais notre drapeau ne tombera pas ». Alors que les bombes s'abattent sur le camp et que le drapeau vacille, un jeune Crétois se lance au-devant des bombes et relève l'étendard, provoquant l'admiration même des amiraux européens.
Le mois suivant le bombardement, Français et Britanniques s'établissent sur les positions opposées à Akrotiri, rendant le blocus encore plus strict. Le 10 mars, Venizélos reçoit les amiraux français, italien et britannique. Ces derniers se heurtent à la volonté des Crétois qui demandent l'union à la Grèce.

## Changement de position des Européens
Confrontées au problème crétois, les puissances européennes possèdent trois solutions : la restauration de l'autorité turque, l'union de la Crète à la Grèce (solution favorisée par l'opinion publique et la presse européenne) ou l'autonomie.
L'Allemagne, dans un premier temps, propose d'exercer un blocus sur le port du Pirée, obligeant ainsi l'armée grecque présente en Crète à se retirer, une solution refusée par la Grande-Bretagne. L'idée d'autonomie est d'abord formulée par cette dernière. L'autonomie permettrait d'empêcher l'annexion de l'île par la Grèce et ainsi préserver le principe d'intégrité de la Turquie.
Le 15 mars 1897, les puissances européennes adressent à la Grèce leur proposition d'autonomie pour l'île. Le gouvernement grec, poussé par l'opinion publique, refuse catégoriquement cette solution. Cependant, le 20 mars, les puissances déclarent l'autonomie de la Crète, placée sous la suzeraineté de l'Empire ottoman et, avec leurs flottes, font le blocus de l'île dès le 21,. Les amiraux européens se trouvent confrontés à la volonté des Crétois dès le 22 mars, lorsqu'ils apprennent que les occupants d'un fort turc, à Malaxa, se trouvent au bord de la famine après qu'ils se sont retrouvés encerclés par les Crétois, et ce malgré le drapeau blanc hissé depuis déjà plusieurs jours. Les amiraux font parvenir aux insurgés, dès le 23, une demande de retrait sous peine de bombardement. Devant un nouveau refus des Crétois, les amiraux ont du mal, cette fois, à passer à l'offensive.

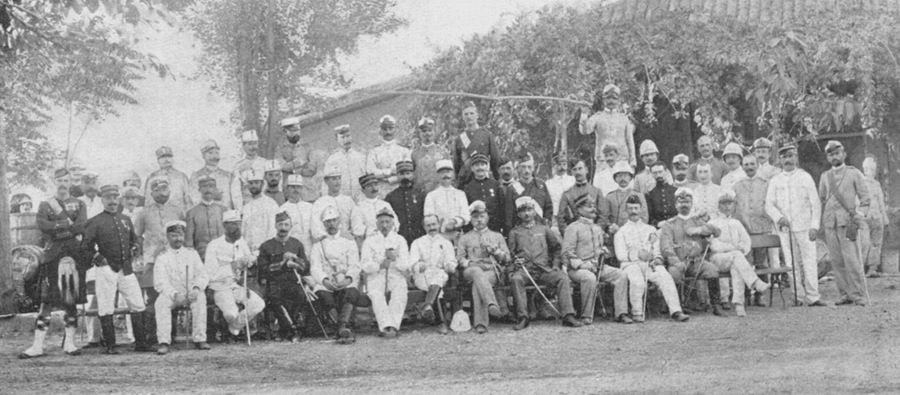
Des officiers des Grandes puissances dans un jardin public de La Canée

| Contingents des grandes puissances européennes présents en Crète en 1897 | Contingents des grandes puissances européennes présents en Crète en 1897         | Contingents des grandes puissances européennes présents en Crète en 1897 | Contingents des grandes puissances européennes présents en Crète en 1897 | Contingents des grandes puissances européennes présents en Crète en 1897 |
| Localisation                                                             | Unités                                                                           |                                                                          |                                                                          |                                                                          |
| Allemagne                                                                | Allemagne                                                                        | Allemagne                                                                | Allemagne                                                                | Allemagne                                                                |
| ------------------------------------------------------------------------ | -------------------------------------------------------------------------------- | ------------------------------------------------------------------------ | ------------------------------------------------------------------------ | ------------------------------------------------------------------------ |
| La Canée                                                                 | 1 détachement de marine (1 officier et 10 marins)                                |                                                                          |                                                                          |                                                                          |
| Fort de Souda                                                            | 5 marins                                                                         |                                                                          |                                                                          |                                                                          |
| Autriche-Hongrie                                                         |                                                                                  |                                                                          |                                                                          |                                                                          |
| Souda                                                                    | 2 compagnies du 2nd bataillon du 87e régiment d'infanterie                       |                                                                          |                                                                          |                                                                          |
| La Canée                                                                 | 1 compagnie du 2nd bataillon du 87e régiment d'infanterie                        |                                                                          |                                                                          |                                                                          |
| Akrotiri                                                                 | 1 compagnie du 2nd bataillon du 87e régiment d'infanterie                        |                                                                          |                                                                          |                                                                          |
| France (lieutenant-colonel Pierre Famin)                                 |                                                                                  |                                                                          |                                                                          |                                                                          |
| Sitia                                                                    | 2nd bataillon du 4e régiment d'infanterie de marine et 200 marins                |                                                                          |                                                                          |                                                                          |
| Spinalonga                                                               | 175 marins                                                                       |                                                                          |                                                                          |                                                                          |
| La Canée                                                                 | 2 compagnies du 2nd bataillon du 8e régiment d'infanterie de marine              |                                                                          |                                                                          |                                                                          |
| Chalépa                                                                  | 1 demi-compagnie du 2nd bataillon du 8e régiment d'infanterie de marine          |                                                                          |                                                                          |                                                                          |
| Fort Subaschi                                                            | 1 compagnie du 2nd bataillon du 8e régiment d'infanterie de marine               |                                                                          |                                                                          |                                                                          |
| Akrotiri                                                                 | 1 demi-compagnie du 2nd bataillon du 8e régiment d'infanterie de marine          |                                                                          |                                                                          |                                                                          |
| Grande-Bretagne                                                          |                                                                                  |                                                                          |                                                                          |                                                                          |
| Candie                                                                   | 2 compagnies des Seaforth Highlanders et 1 bataillon des fusiliers gallois       |                                                                          |                                                                          |                                                                          |
| La Canée                                                                 | 2 compagnies des Seaforth Highlanders dont 80 hommes parfois attachés à Akrotiri |                                                                          |                                                                          |                                                                          |
| Italie                                                                   |                                                                                  |                                                                          |                                                                          |                                                                          |
| Ierapetra                                                                | 2 compagnies du 2nd bataillon du 36e régiment d'infanterie                       |                                                                          |                                                                          |                                                                          |
| Candie                                                                   | 2 compagnies du 2nd bataillon du 36e régiment d'infanterie                       |                                                                          |                                                                          |                                                                          |
| La Canée                                                                 | 8e bataillon Bersaglieri                                                         |                                                                          |                                                                          |                                                                          |
| Akrotiri                                                                 | 1 compagnie de marins du navire "Sicile"                                         |                                                                          |                                                                          |                                                                          |
| Russie                                                                   |                                                                                  |                                                                          |                                                                          |                                                                          |
| Rethymnon                                                                | 2 compagnies du 1er bataillon du 56e régiment d'infanterie                       |                                                                          |                                                                          |                                                                          |
| La Canée                                                                 | 2 compagnies du 1er bataillon du 56e régiment d'infanterie                       |                                                                          |                                                                          |                                                                          |

## Vers la fin du conflit

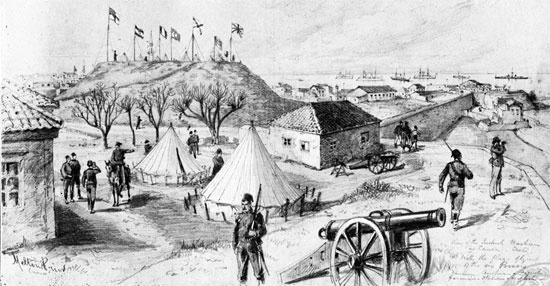
L'armée turque avec, en arrière-plan, les étendards des puissances européennes

Le 17 avril 1897, l'Empire ottoman déclare officiellement la guerre à la Grèce. Parmi les volontaires d'Akrotiri, ceux originaires de Grèce continentale émettent alors le souhait de rentrer au pays pour aider leur roi. Le 9 mai, Timoléon Vassos retourne également en Grèce et, quelques jours plus tard, la Grèce renonce officiellement à ses ambitions d'annexion. Cependant, le 13 mai, Venizélos déclare que lui et ses compagnons ne déposeront pas les armes avant que le dernier soldat turc ait quitté l'île et le conflit continue en Crète même après l'armistice entre la Grèce et la Turquie.
Le 10 juillet 1897, à Armeni, Sphakiannakis est élu président de l'assemblée révolutionnaire. Son projet est d'organiser un gouvernement pour l'île à la tête de laquelle serait placé un prince d'une famille royale européenne, choisi par les puissances européenne et approuvé par le sultan. En août, c'est Elefthérios Venizélos qui prend la tête de l'assemblée, désormais réunie à Acharnès et, en novembre, l'assemblée devient Assemblée crétoise et non plus révolutionnaire.
Vers la fin de l'année 1897, la Turquie, dans un baroud d'honneur, décide d'envoyer 5 000 hommes en renfort sur l'île. Mais elle se trouve barrée dans cette entreprise par les puissances européennes qui refusent l'intervention. Mais l'attitude des puissances n'empêche pas l'incertitude du côté des Crétois. Ainsi, entre août 1897 et février 1898, ce sont 1 500 personnes qui fuient la Crète au départ de Rethymnon seulement.
C'est à la fin de 1897 également que la Russie propose pour la première fois le nom de Georges de Grèce au poste de gouverneur de Crète. Une proposition qui obtient le soutien de la Grande-Bretagne et ne rencontre pas d'opposition côté français. Mais l'Allemagne et l'Autriche rejettent cette option.
Il faut attendre le mois de mars 1898 pour voir la situation se décanter du côté des puissances. Le 16 mars, l'Allemagne annonce son retrait des affaires crétoises, étant donné son désintérêt porté vers la Méditerranée et le peu d'échos favorables à ses propositions. Le gouvernement allemand précise aussi qu'il ne s'opposera pas au choix du prince Georges comme gouverneur ni ne l'approuvera. Dès le lendemain, le navire Oldenburg quitte La Canée. L'Allemagne est imitée par l'Autriche le 12 avril.
Débarrassées de l'Allemagne et de l'Autriche, il est désormais plus facile pour les autres nations européennes de se mettre d'accord sur le devenir de la Crète. Elles s'organisent en un conseil administratif et demandent le rassemblement des troupes turques en certains points de l'île. Les amiraux demandent à leur tour à leurs gouvernements respectifs le retrait des troupes turques de l'île, jugeant leur présence source de danger.
Le 1er juillet, le conseil administratif des amiraux donne à l'Assemblée crétoise le pouvoir d'élire un comité exécutif. Le 28, un comité de cinq membres est élu, dont fait partie Elefthérios Venizélos. Le siège du gouvernement, choisi également par les amiraux, se trouve à Chalépa, dans les faubourgs de La Canée.

### Fin de règne des Ottomans

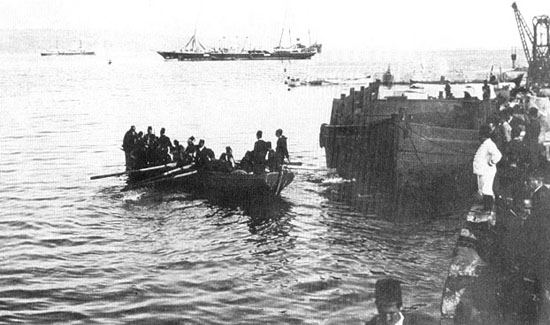
Départ de l'armée turque depuis le port de Souda en novembre 1898

En septembre 1898, les amiraux occidentaux choisissent de collecter des taxes. Le 3 septembre (julien) / 15 septembre (grégorien), le gouverneur turc de Candie refuse d'accepter la collecte sans avoir reçu l'ordre du sultan. Après trois jours de pourparlers, les troupes britanniques essaient de prendre les locaux du gouverneur par la force. Elles se trouvent assiégées à l'intérieur, puis massacrées. La population turque se rend ensuite à la résidence du vice-consul britannique et y met le feu, tuant ainsi le diplomate. Au cours de cette émeute, quatorze Britanniques et 500 Crétois sont tués, et de nombreux autres blessés.
À l'annonce de cette nouvelle, la Grande-Bretagne, suivie des autres pays européens, lance un ultimatum à la Turquie le 17 octobre 1898. Ses troupes et ses citoyens doivent avoir quitté la Crète dans le mois.

## Autonomie de la Crète

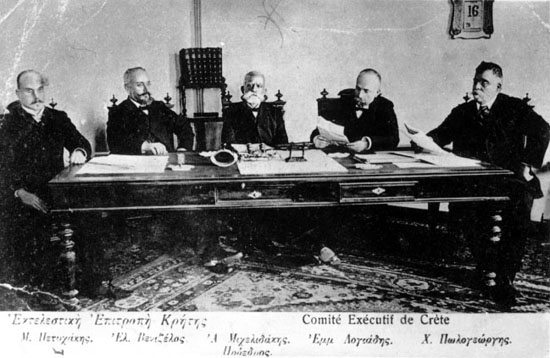
Comité exécutif de Crète

Le 25 novembre, les représentants à Athènes de la France, de l'Italie, de la Grande-Bretagne et de la Russie proposent au roi de Grèce la nomination de son fils Georges au poste de haut-commissaire de Crète. La proposition porte sur une nomination pour trois ans, pendant lesquels le prince doit pacifier l'île et la doter d'une administration. Il doit reconnaître la souveraineté du sultan sur l'île et laisser les étendards turcs flotter au-dessus des forteresses. Chacune des quatre nations protectrices accorde un prêt d'un million de francs au nouveau haut-commissaire pour mener sa tâche à bien.
Le prince Georges arrive en Crète le 9 décembre, accueilli par les amiraux des flottes européennes.

## Épilogue
Le gouvernement du prince Georges nomme un comité de seize membres (douze chrétiens et quatre musulmans) chargé d'élaborer une constitution, la première de l'île. La Constitution de l'Assemblée crétoise est adoptée le 9 janvier 1899. Des élections sont organisées et désignent 138 députés chrétiens et 50 musulmans. De 1898 à 1904, la Crète connaît une période de paix.

Au printemps 1905, une insurrection éclate contre le gouvernement crétois. Elle est menée par Elefthérios Venizélos qui dénonce la corruption de l'entourage du prince Georges et l'incapacité de ce dernier à faire accepter aux grandes puissances l'idée d'annexion de la Crète par la Grèce.
Finalement, le début de la Première Guerre balkanique en 1912 ouvre les portes du Parlement grec aux députés crétois, mais ne signifie pas encore l'union formelle. Il faut attendre la victoire grecque de 1913 pour que l'union soit officielle.